# Caecidotea alabamensis
Caecidotea alabamensis is een pissebed uit de familie Asellidae. De wetenschappelijke naam van de soort is voor het eerst geldig gepubliceerd in 1911 door Stafford.